# تیبریوس سوم
تیبریوس سوم با نام واقعی آپسیماروس (به یونانی: Αψίμαρος) (درگذشتهٔ ۱۵ فوریه ۷۰۶) امپراتور روم شرقی (بیزانس) از ۶۹۸ تا ۲۱ اوت ۷۰۵ بود. او علی‌رغم حکومت موفقیت‌آمیزش به‌ویژه در کاهش خطر مسلمانان در مرزهای شرقی توسط ژوستینیان دوم از قدرت خلع و در ۷۰۶ اعدام شد.

## زندگینامه

### شورش و رسیدن به قدرت
تیبریوس که در اصل آسپیمار نام داشت یکی از افسران ژرمانی‌تبار نیروی دریایی روم شرقی و از اهالی منطقهٔ پامفیلیا بود که به فرماندهی ناحیهٔ سیبیریوتی منصوب شده بود.
در ۶۹۷، عبدالملک بن مروان، خلیفهٔ اموی طی حملهٔ موفقیت‌آمیزی به آفریقای بیزانس توانست کارتاژ را به تصرف خود درآورد. لئونتیوس، امپراتور وقت روم شرقی برای بازپس‌گیری کارتاژ ناوگانی را به فرماندهی ژان نجیب‌زاده به آفریقا فرستاد. در ابتدا ژان توانست طی حمله‌ای غافلگیرانه شهر را در اختیار خود گیرد اما مسلمانان با تقویت قوای خود موفق به عقب‌راندن آنها شدند. ناوگان شکست‌خورده به کرت گریخت و درآنجا، گروهی از افسران که از خشم امپراتور وحشت داشتند سر به شورش برداشته، ژان را کشته و آسپیمار را با عنوان تیبریوس سوم امپراتور خود خواندند.
تیبریوس سپس ناوگانی را فراهم آورد و و پس از بازگشت، قسطنطنیهٔ طاعونزده را به محاصرهٔ خود درآورد. شهر تا چند ماه در برابر این محاصره مقاومت کرد اما سرانجام دروازه‌هایش در ۶۹۸ به روی شورشیان گشوده شد. تیبریوس با خلع لئونتیوس از قدرت خود بر تخت امپراتوری نشست. او سپس فرمان به قطع بینی لئونتیوس داد و او را در صومعهٔ ساماتیون قسطنطنیه زندانی کرد.

### دوران حکومت
تیبریوس پس از رسیدنش به قدرت هیچ تلاشی در بازپس‌گیری آفریقای بیزانس نکرد و درعوض بر روی مرزهای شرقی امپراتوری متمرکز شد. او برادرش هراکلیوس را به فرماندهی نظامی مناطق شرقی منصوب کرد و به او اجازه داد تا لشکرکشی‌هایی چند را در آسیای صغیر انجام دهد. اما علی‌رغم پیروزی‌های اولیه، دیری نپایید که مسلمانان موفق به تصرف ارمنستان شدند.
تیبریوس با سازماندهی مجدد حکومت امپراتوری سعی کرد تا آن را از نظر نظامی تقویت کند. او دیواره‌های محافظ دریایی اطراف قسطنطنیه را ترمیم نمود و قبرسی‌هایی را که در زمان حکومت ژوستینیان دوم به ناحیهٔ سیزیکوس فرستاده شده بودند را به میهنشان بازگرداند.

### برکناری از قدرت
تیبریوس در ۷۰۳ باخبر شد که ژوستینیان دوم، امپراتور برکنارشدهٔ پیشین، از تبعیدگاه خود در چرسون در کریمه گریخته و در صدد جلب حمایت خزرهاست. پس نمایندگانی را به ملاقات خاقان آنها فرستاد و با پرداخت رشوه‌ای عظیم از او خواست تا ژوستینیان را بکشد. اما دختر خاقان که به همسری ژوستینیان درآمده بود او را از این موضوع باخبر ساخت و ژوستینیان گریخت. او سپس از ترول فرمانروای بلغارستان یاری خواست و سرانجام در ۷۰۵ با ارتش عظیمی از اسلاوها و بلغارها به سوی قسطنطنیه حرکت کرد. تیبریوس که از نزدیک شدن آنها به شهر آگاه شده بود در اوت همان‌سال گریخت. ژوستینیان پس از ۳ روز محاصرهٔ شهر سرانجام وارد قسطنطنیه شد و قدرت را بار دیگر در دست گرفت.

### مرگ
تیبریوس به مدت چند ماه توانست از چنگ مأموران ژوستینیان بگریزد اما سرانجام دستگیر گردید. او را پس از دستگیری همراه با برادرش هراکلیوس و امپراتور پیشین لئونتیوس در زنجیر کرده در شهر چرخانیدند. سپس آنها را به حضور ژوستینیان در میدان اسب‌دوانی قسطنطنیه بردند. در آنجا و دربرابر جمعیتی که زندانیان را هو می‌کرد ژوستینیان پاهایش را بر روی گردن تیبریوس و لئونتیوس گذاشت و فرمان داد تا گردنشان را بزنند. پس از اعدام آن دو در ۱۵ فوریهٔ ۷۰۶، هراکلیوس و بسیاری از فرماندهان نظامی تحت امر او نیز به دار آویخته شدند.